# Kimito

Wappen der ehemaligen Gemeinde Kimito

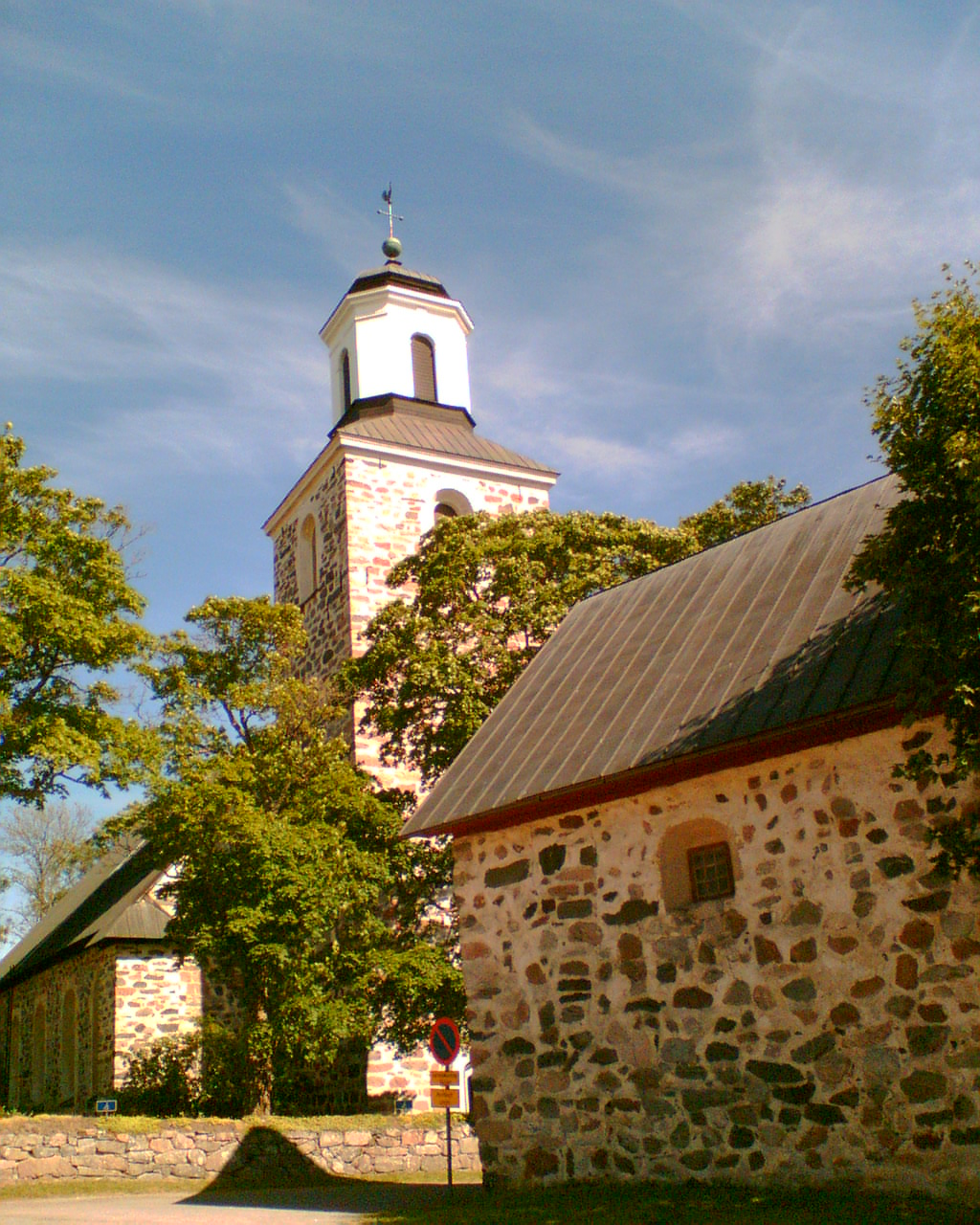
Die mittelalterliche Feldsteinkirche von Kimito

Kimito (finn. Kemiö) ist eine ehemalige Gemeinde im Südwesten Finnlands. Sie liegt auf der Insel Kimitoön im östlichen Teil des Schärenmeers vor der Küste der Landschaft Varsinais-Suomi. Anfang 2009 schloss sich Kimito mit den beiden anderen auf der Insel gelegenen Gemeinden Dragsfjärd und Västanfjärd zur neuen Gemeinde Kimitoön (Kemiönsaari) zusammen.
Das Gemeindegebiet von Kimito nahm den nördlichen Teil von Kimitoön ein und hatte eine Fläche von 320,96 km². Auf dem ehemaligen Gebiet der Gemeinde befindet sich ein Bergwerk, in dem Feldspat und Quarz gefördert wird. Die Gemeinde Kimito hatte zuletzt 3.235 Einwohner, davon 64 % Finnlandschweden. Offiziell war die Gemeinde zweisprachig mit Schwedisch als Mehrheits- und Finnisch als Minderheitssprache.
Im 12. Jahrhundert ließen sich Ackerbau treibende schwedische Einwanderer auf der Insel Kimitoön nieder. Das Socken Kirchspiel Kimito entstand vermutlich Anfang des 13. Jahrhunderts, die erste urkundliche Erwähnung stammt aus dem Jahr 1329. Die Kirche von Kimito stammt aus dem Zeitraum zwischen 1460 und 1470.

## Kultur
- Baltic Jazz Festival
- Musikfestspiele der Insel Kimito

## Persönlichkeiten
- Amos Valentin Anderson (1878–1961), Verleger
- Edvin Wide (1896–1996), schwedischer Leichtathlet
- Roger Jansson (* 1943), Politiker
- Olavi Hjellman (* 1945), Eisschnellläufer
- Kjell Lagerroos (* 1962), Kameramann